# Wing Commander (computerspel)
Wing Commander is een computerspel ontwikkeld en uitgegeven door Origin Systems. Het simulatiespel verscheen voor het eerst voor DOS op 26 september 1990 en werd in opvolgende jaren geporteerd naar meerdere spelcomputers.

## Spel
De speler kruipt in de huid van een naamloze piloot die aan boord gaat van de Tiger's Claw. De speler geeft de piloot een naam en kiest zijn call sign. De campagne is opgedeeld in verschillende planeten en scenario's, afhankelijk van de prestaties van de speler. Als de speler over het algemeen goed presteert, leidt hij uiteindelijk een aanval op de Kilrathi High Command-basis in het Venice-systeem. Als de speler te veel doelstellingen niet haalt, worden de missies steeds defensiever van aard. Menselijke vluchtelingen verlaten de sector, en uiteindelijk wordt ook de Claw gedwongen zich terug te trekken.
Van de twee eindes wordt het "winnende" pad beschouwd als canon door de twee uitbreidingspakketten van het spel, evenals het vervolg Wing Commander II: Vengeance of the Kilrathi.

## Uitbreidingspakketten
Er verschenen twee uitbreidingen onder de titels Wing Commander: The Secret Missions en Wing Commander: The Secret Missions 2: Crusade.
In het eerste aanvulpakket moet de speler een noodoproep beantwoorden van de Goddard-kolonie. Bij aankomst treft men slechts wrakstukken en slachtoffers. Het blijkt het werk van een nieuw Kilrathi-wapen, dat in staat is de zwaartekracht met meer dan honderd keer te vergroten. De speler moet opnieuw de aanval openen op de Kilrathi en trekt naar het Vigrid-systeem.
In The Secret Missions 2: Crusade bevindt de Tiger's Claw zich in het Firekka-systeem. Tijdens onderhandelingen met de vogelachtige Firekkans en de Terran Confederation lopen de spanningen hoog op. Ook de aanwezigheid van Kilrathi wordt opgemerkt in het gebied. Deze aanwezigheid groeit uit tot een enorme gevechtsgroep, en hoewel de Firekkans het verdrag van de Confederatie ondertekenen, hebben de in aantal overtroffen Terrans geen andere keuze dan zich terug te trekken. De chaos wordt nog verergerd door het overlopen van een Kilrathi-heer.

## Platforms
| Datum verschijning | Platform     |
| ------------------ | ------------ |
| 26 september 1990  | MS-DOS       |
| 1 maart 1992       | SNES         |
| 1 juni 1993        | Amiga CD32   |
| 6 februari 1994    | Sega Mega CD |
| 30 november 1996   | Windows 95   |

## Ontvangst
Wing Commander ontving positieve recensies en bleek een commercieel succes. Het zorgde voor een reeks van nieuwe simulatiespellen op de markt, waaronder het spel X-Wing van LucasArts. Men prees in recensies het grafische gedeelte, het verhaal en de muziek.